# Movits!
Movits!（モービッツ）はスウェーデンのヒップホップバンドである。1、2枚目のアルバムではスウィング・ジャズの要素を多く取り入れていたため、エレクトロスウィングに分類されることも多い。スウェーデンの社会問題を取り扱う歌詞が多いことから、母国語であるスウェーデン語で歌うことを信条とする。また、ライブアクトとしても定評がある。

## 音楽性
MC、サックス、DJというユニークな編成。ヒップホップ/ラップをベースに、スウィングジャズやマカロニウエスタンの要素を取り入れたオリジナリティの強い音楽を制作している。3枚目のアルバム「Huvudet bland molnen」ではレゲエやアフリカンビートの要素も見られる。打ち込みによるダンサブルなサウンドはダンスミュージックとしての評価も高く、東欧圏などではクラブでの演奏機会も多い。一方でDJのアンダーシュがギターを担当し、アコースティックセットでの演奏を行うこともある。
ポリティカル/ソーシャルな性格も強いヒップホップであり、歌詞はスウェーデンの社会問題を取り扱う場合が多い。経済、住宅問題、移民問題からレイシズムをはじめとする差別問題などをテーマにした歌詞が見受けられる。メンバー自身の政治参加意識も高く、歌詞におけるメッセージ性も重要視しながら活動している。

## 来歴
(編集中)
通算5枚目となるスタジオアルバムは2枚組になるとあらかじめアナウンスがあり、2018年11月にパート１である「V:I」をリリース。パート2となる「V:II」は2019年7月にリリース。

## メンバー
- ヨハン・レンスフェルト (Johan Rensfeldt) ボーカル
- アンダシュ・レンスフェルト (Anders Rensfeldt) DJ,プログラミング
- ヨアキム・ニルソン (Joakim Nilsson) サックス

### 主なサポートメンバー
- David Fraenckel（レーヴェンのメンバー） トロンボーン
- Peter Olofsson ベース

## ディスコグラフィ

### スタジオアルバム
- 2008 - Äppelknyckarjazz
- 2011 - Ut ur min skalle
- 2013 - Huvudet bland molnen
- 2015 - Dom försökte begrava oss, dom visste inte att vi var frön
- 2018 - V:I

### シングル
- 2007 - Swing för Hyresgästföreningen
- 2008 - Äppelknyckarjazz
- 2009 - Ta på dig dansskorna
- 2011 - Sammy Davis Jr.
- 2011 - Skjut mig i huvudet
- 2011 - Na na nah! (feat. Timbuktu)
- 2013 - Röksignaler
- 2013 - Nitroglycerin
- 2013 - Limousin (feat. Maskinen)
- 2013 - Halvvägs (feat. Zacke)
- 2015 - Placebo
- 2015 - Dansa i regnet
- 2016 - Självantänd
- 2018 - Gumbo
- 2018 - OHIO
- 2018 - Het Kol

### ゲストアピアランス
- 2008 - Spela mig på radion (Zacke feat. Movits!)
- 2012 - Timbuktu - Fallskärm (L-WIZ Remix) feat. Eboi & Johan Rensfeldt
- 2013 - Int äre nå (Zacke feat. Movits!)
- 2014 - Pikét (Jeepstarr feat. Johan Reinhardt & Zacke)

### その他
- 2014 - ALASKA / ALASKA（Johan、Anders、Zackeのサイドプロジェクト）
- 2017 - Callaloo EP / Champion J.R（Johanのソロ）

## 来日歴
- 2012年2月 - 新宿、渋谷
- 2012年9月 - 渋谷、渋谷、福岡(中州ジャズフェスティバル)、熊本
- 2013年9月〜10月 - 青山、静岡、名古屋、福岡、熊本、大阪、渋谷
- 2015年11月 - 名古屋、渋谷、大阪、広島